# 自治医科大学附属さいたま医療センター
自治医科大学附属さいたま医療センター（じちいかだいがくふぞくさいたまいりょうせんたー）は、埼玉県さいたま市大宮区にある学校法人自治医科大学が運営する病院である。

## 沿革
- 1988年（昭和63年）4月 - 大宮医療センター建設着工
- 1989年（平成元年）
  - 9月 - 大宮医療センター竣工
  - 12月 - 大宮医療センター開院（稼動病床85床、診療科6科）
- 1992年（平成3年）4月 - 歯科を標榜（診療科7科）
- 1994年（平成6年）
  - 7月 - 紹介外来型病院指定
  - 9月 - 麻酔科、放射線科を標榜（診療科9科）
- 1995年（平成7年）
  - 9月 - 眼科、耳鼻咽喉科を標榜（診療科11科）
  - 11月 - 脳ドック開設
- 1996年（平成8年）
  - 7月 - エイズ拠点病院として公表
  - 10月 - 整形外科を標榜（診療科12科）
- 1997年（平成9年） - 10月 - 災害拠点病院の指定
- 1999年（平成11年） - 6月 - 婦人科を標榜（診療科13科）
- 2001年（平成13年） - 6月 - 皮膚科を標榜（診療科14科）
- 2003年（平成15年） - 9月 - 救急告示病院に指定
- 2006年（平成18年）
  - 4月 - 病院機能評価認定
  - 6月 - 労災指定病院
- 2007年（平成19年） - 7月 - さいたま医療センターに名称変更
- 2008年（平成20年）
  - 2月 - 循環器科を標榜（診療科15科）
  - 2月 - 南館竣工
  - 10月 - 小児科を標榜（診療科16科）、婦人科から産婦人科へ標榜変更
- 2010年（平成22年） - 5月 - 地域周産期母子医療センターに認定
- 2014年（平成26年）
  - 4月 - 病理診断科を標榜（診療科17科）
  - 7月 - 管理・研究棟竣工
  - 8月 - 地域がん診療連携拠点病院に指定
  - 12月 - 精神科、救急科を標榜（診療科19科）
- 2015年（平成27年）
  - 1月 - 指定小児慢性特定疾病医療機関に指定
  - 1月 - 難病法に基づく指定医療機関に指定
- 2016年（平成28年）
  - 4月 - 救命救急センターに指定[2]
  - 6月 - 循環器科から循環器内科へ標榜変更
- 2018年（平成30年）
  - 1月 - 病床数628床に増床
  - 4月 - 形成外科を標榜

## 診療科
内科系診療部
- 総合診療科
- 循環器内科
- 消化器内科
- 呼吸器内科
- 内分泌代謝科
- 血液科
- リウマチ膠原病科
- 腎臓内科
- 神経内科
- 心療内科
- 小児科
- 放射線科
- メンタルヘルス科
- 心療内科
- 病理診断科
- 救急科

外科系診療部
- 一般・消化器外科
- 呼吸器外科
- 心臓血管外科
- 脳神経外科
- 整形外科
- 泌尿器科
- 耳鼻咽喉科
- 眼科
- 産婦人科
- 皮膚科
- 形成外科
- リハビリテーション科
- 麻酔科
- 歯科口腔外科

中央診療部
- 中央手術部
- 集中治療部
- 麻酔部
- 中央放射線部
- リハビリテーション部
- 病理部
- 臨床検査部
- 輸血部
- 透析部
- 内視鏡部
- 栄養部
- 臨床工学部
- 脳ドック部

センター
- 周産期母子医療センター 周産期科

- 救命救急センター

## 交通アクセス
- JR東日本・東武野田線・ニューシャトル大宮駅下車、東口4番乗り場から国際興業バス「自治医大医療センター行き」、終点下車。（10分程度）または7番乗り場から「新道・医療センター経由浦和学院高校」行き、もしくは「新道・医療センター経由大谷県営住宅」行き乗車、自治医大医療センターバス停下車。バス停から徒歩1分。
- 首都高速埼玉新都心線　さいたま見沼出口から大宮駅方面へ車で約10分